# Elvis Sings the Wonderful World of Christmas
Elvis Sings The Wonderful World of Christmas (с англ. — «Элвис поёт „Чудесный мир Рождества“») — четырнадцатый студийный альбом американского певца Элвиса Пресли, его второй рождественский альбом, вышедший в 1971 году. Пластинка заняла 1-е место в американском хит-параде.

## Обзор
Для альбома были записаны эвергрины «O Come, All Ye Faithful», «The First Noel», «Winter Wonderland» и другие. Аранжировки композиций были решены в стиле эстрадного кантри, на звучание которого Пресли в то время равнялся. Из всего звучания альбома выделялся старый блюз «Merry Christmas Baby», записанный во время джем-сейшна.
За 14 лет до этого, в 1957 году, Пресли записал свой первый рождественский альбом «Elvis' Christmas Album». Он и «Elvis Sings 'The Wonderful World of Christmas'» послужили основой для десятков различных рождественских сборников Пресли, продолжающих выходить после смерти певца.

## Список композиций
1. O Come, All Ye Faithful
2. The First Noel
3. On A Snowy Christmas Night
4. Winter Wonderland
5. The Wonderful World Of Christmas
6. It Won’t Seem Like Christmas (Without You)
7. I’ll Be Home On Christmas Day
8. If I Get Home On Christmas Day
9. Holly Leaves And Christmas Trees
10. Merry Christmas Baby
11. Silver Bells

## Альбомные синглы
- Merry Christmas Baby / O Come, All Ye Faithful (ноябрь 1971)